# Abbruchzange

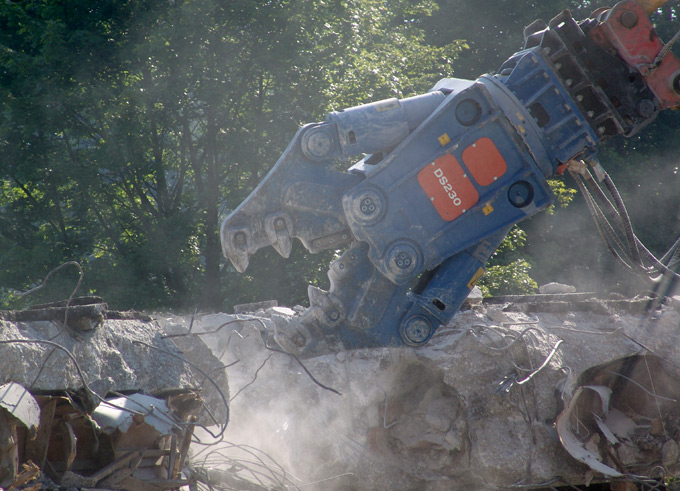
Abbruchzange bei Brückenabbruch

Eine Abbruchzange (auch Abbruchschere, Betonzange oder Betonschere, umgangssprachlich auch Knabberer) ist ein Abbruchwerkzeug, um Stahlbetonbauteile von Bauwerken ohne den Einsatz von Sprengmitteln zerstören zu können. Die Abbruchzange ist meist aus massivem und besonders gehärtetem Stahl gefertigt. Dabei wird die Abbruchzange durch die Hydraulik eines Hydraulikbaggers betrieben.
Die Abbruchzange bricht den Beton der Stahlbetonbauteile durch hydraulisch erzeugten Druck. Dieser hydraulische Druck wird durch das hydraulische System des Baggers über das Leitungssystem zur Verfügung gestellt. Neben den Zähnen hat die Abbruchzange zusätzlich eine Schneide zum gleichzeitigen Durchtrennen der Bewehrung. Die Abbruchzange erinnert von der Form und der Anordnung der Schneidezähne an fleischfressende Dinosaurier.
Abbruchzangen gibt es je nach Anforderung in verschiedenen Größen und Ausformungen. Dabei haben typische Abbruchzangen für 25-t-Bagger ca. 2 t bis 5 t Gewicht und entwickeln etwa 2 MN Brechkraft an den Messern bei einem Betriebsdruck von ca. 350 bar.
- Abbruchzange in Arbeit

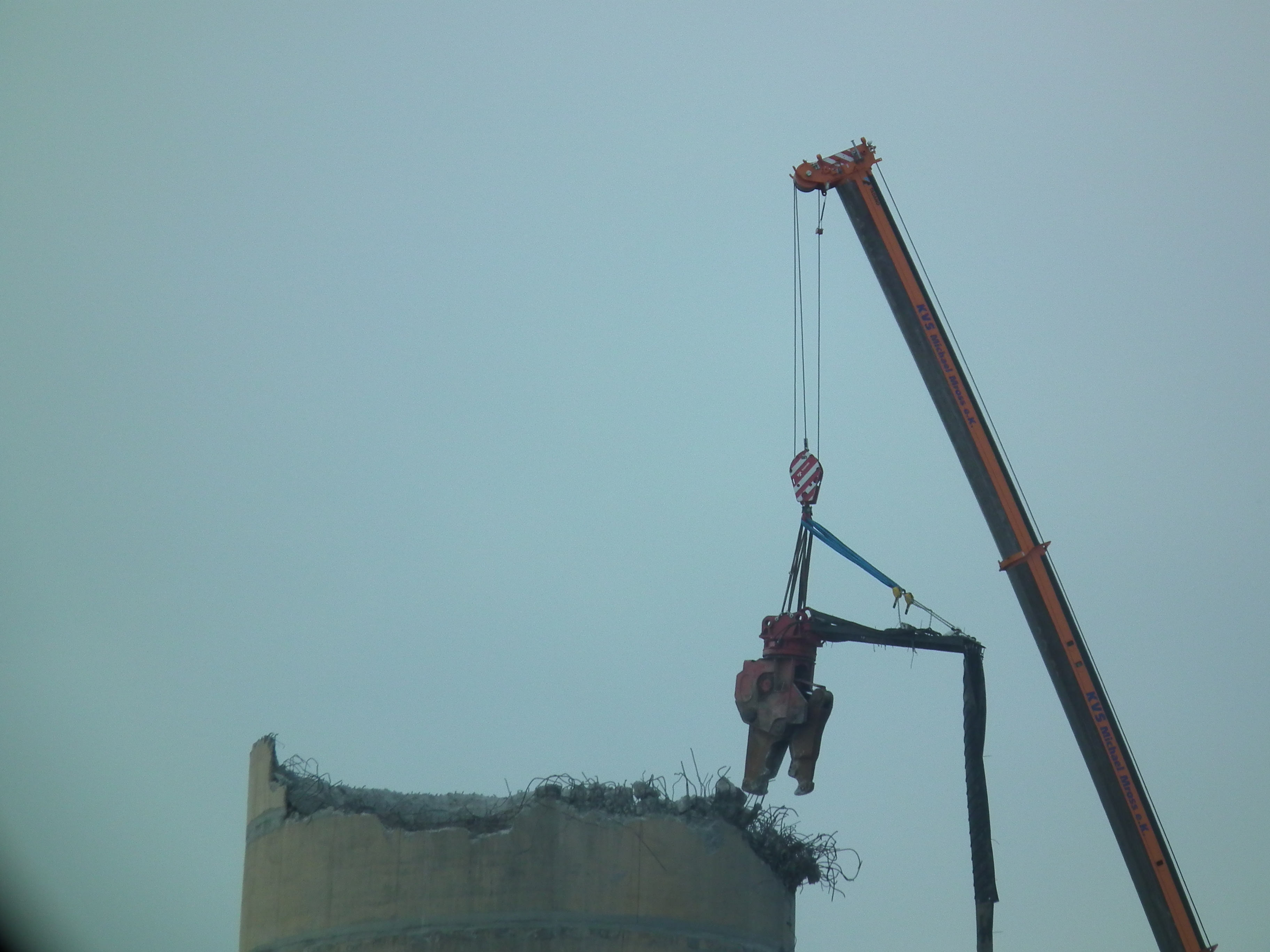
Eine sechs Tonnen schwere Abbruchzange an einem Kranausleger kam beim Abbruch des Schornsteins vom Heizkraftwerk Dresden-Reick zum Einsatz (24. März 2018)
- Arbeit der Abbruchzange am Schornstein des Heizkraftwerk Dresden-Reick (24. März 2018)
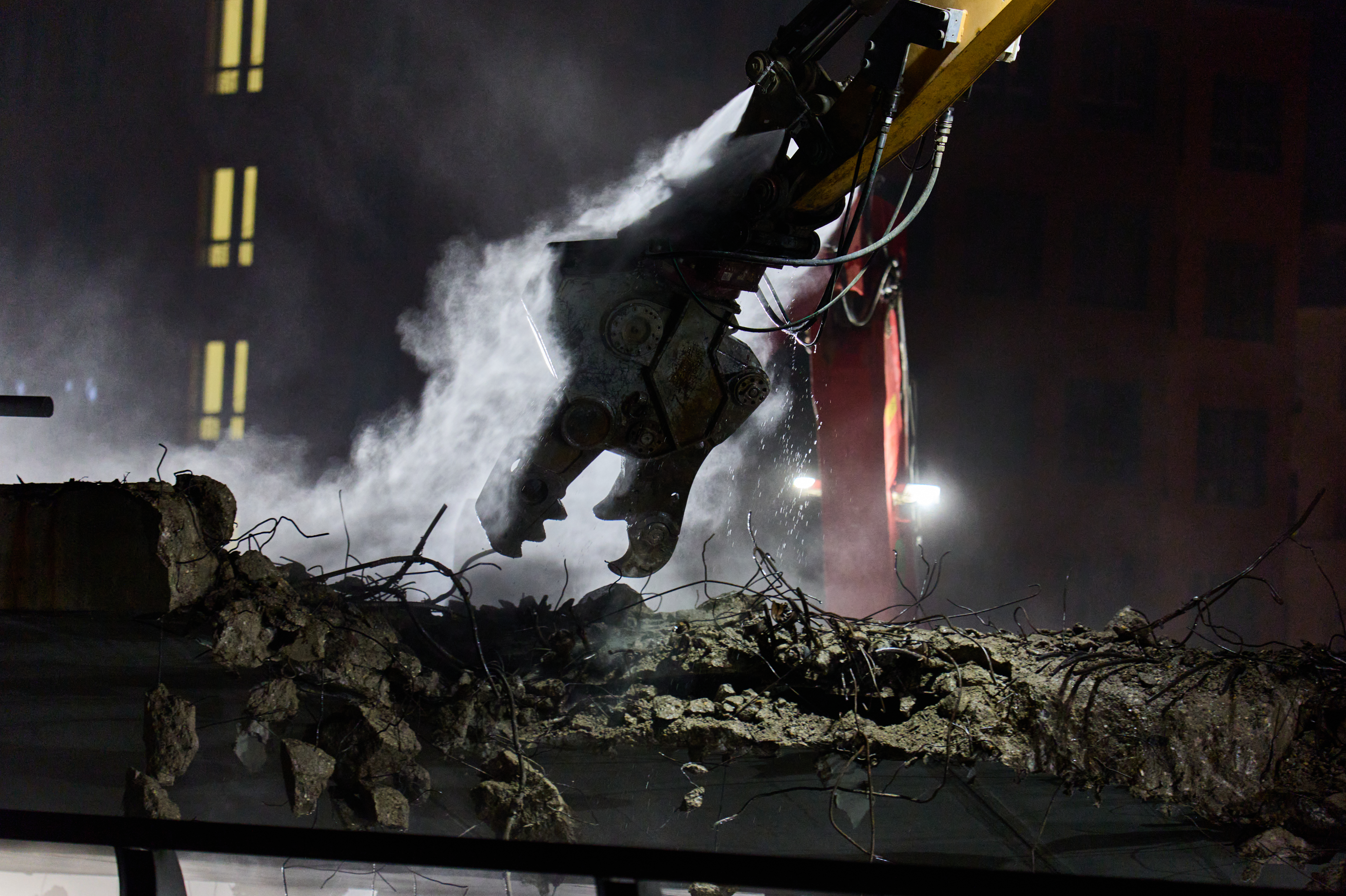
Der „Knabberer“ nachts beim Abbruch der Westendbrücke in Berlin-Charlottenburg (12. April 2025)

## Alternative Werkzeuge
Eine andere Möglichkeit, bei Arbeiten in geringer Höhe, ist es, mit einem Hydraulikhammer zuerst die Stahlteile frei zu klopfen. Diese Stahlteile werden dann mit den Schneiden der hydraulischen Abbruchzange oder einem hydraulischen Pulverisierer in transportfähige Teile durchtrennt.